# 나무위키비즈코리아
2019년 8월 한국의 전자신문과 파라과이의 umanle S.R.L.이 공동으로 출자하여 설립한 회사이다. 나무위키와 관련한 새로운 국내 사업과 서비스를 개발하는 회사로 알려졌으며 본사 주소는 서울특별시 송파구 스타파크 6층이다.
나무위키비즈코리아의 현 대표는 김현섭이다. 전 대표는 중앙일보 출신인 백영훈으로, 그는 나무위키의 광고대행을 하고 있는 애드온컴퍼니(www.adoncom.co.kr)의 대표이기도 하다. 나무위키비즈코리아와 애드온컴퍼니는 같은 사무실에 위치해 있다.

## 실소유주 논란
나무위키는 umanle S.R.L.이라는 파라과이 아순시온에 위치한 회사가 소유 및 운영을 맡고 있다. 나무위키 측 회사의 위치(파라과이), 본사 건물 위치와 사진을 제외하면, 회사의 지분 소유 구조, 경영진 등 해당 회사에 대한 어떤 것도 알려진 바 없다. 나무위키 측은 한때 위키 사이트는 비영리이며, 나무위키 사용자 커뮤니티인 '아카라이브'에서만 수익을 내 사이트 유지 비용을 충당한다는 영리와 비영리가 혼재된 경영 방침을 내세우고 있었다. 그러나 2018년 들어 자금 부족을 이유로 '아카라이브' 외에 위키 문서에도 구글 애드센스 배너 광고를 전면적으로 부착했다. 운영 주체가 베일에 싸인 탓에 '콘텐츠 사유화를 하려는 것 아니냐', '우만레는 탈세를 위해 만들어진 페이퍼 컴퍼니다' 등의 의혹이 적지 않다. 나무위키의 소유자 umanle 측은 페이퍼 컴퍼니가 아니라고 했으나 지속적인 의혹을 받고 있다. 실제로 한 유튜버가 파라과이 아순시온에 소재한 나무위키 본사 건물을 찾아가자 직원이 상주하지 않은 회계사무소와 가정집이 나왔고, 나무위키 측은 "점심을 위해 모두 외출한 시간이였으며, 방문하였다 하더라도 업무적인 내용이 아닌 사전에 협의되지 않은 사무실 방문은 거부하고 있습니다."는 공지문을 올렸다. 나무위키의 개발자들은 개인 정보를 공개하지 않고 있다.
더욱이 나무위키는 연간 100억 이상인 구글 애드센스와 배너 광고 수익에도 불구하고 정체를 감추기 위해 이메일 계약만 고집해왔는데, 구원모 회장을 비롯한 전자신문의 임원진이 2019년에 나무위키의 파라과이 경영진을 설득하여 국내 합작법인인 나무위키비즈코리아를 설립했다는 설명도 의구심을 키웠다. 참고로, 전자신문의 1대 주주인 이티 네트웍스 역시 페이퍼 컴퍼니라는 의혹이 과거 보도된 바 있었다. 나무위키와 나무위키비즈코리아, 그리고 전자신문의 관계에 대한 논란은 현재진행형으로 이어지고 있다.
한국인의 개인정보를 다루고, 한국인 유저들을 대상으로 영업하지만, 파라과이에서 회사를 운영하며 개인정보보호법 위반과 탈세 논란 의혹이 있는 나무위키와 나무위키의 투자로 만들어진 나무위키비즈코리아의 실소유주 문제는 향후 국회의 국정감사 등을 통해 투명하게 밝혀져야 할 것으로 보인다. 나무위키가 불법 콘텐츠로 몸집을 키우고 있음에도 규제 사각지대에 놓여 있다는 우려 하에, 2024년 11월에는 김장겸 의원 주도로 '나무위키 투명화법'(정보통신망 이용법 개정안)이 발의된 바 있다.

## 같이 보기
- 한국어 위키 목록
- Umanle S.R.L.
- 나무위키
- 페이퍼 컴퍼니
- 전자신문